# Anisotes tangensis
Anisotes tangensis är en akantusväxtart som beskrevs av C. Baden. Anisotes tangensis ingår i släktet Anisotes och familjen akantusväxter. Inga underarter finns listade i Catalogue of Life.